# 華爾夫裸胸鱔
華爾夫裸胸鱔，又稱華爾夫裸胸鯙，為輻鰭魚綱鰻鱺目鯙亞目鯙科的其中一種，分布於東南大西洋的Walvis海脊海域，體長可達41.3公分，生活在底中層水域，屬肉食性，生活習性不明。

## 擴展閱讀
維基物種上的相關：華爾夫裸胸鱔